# Антонов Семен Сергійович
Семен Сергійович Антонов  (рос. Семён Сергеевич Антонов; нар. 18 липня 1989) — російський баскетболіст, олімпійський медаліст.

## Виступи на Олімпіадах
| Олімпіада   | Дисципліна | Місце |
| ----------- | ---------- | ----- |
| Лондон 2012 | баскетбол  | 3     |